# Fjära sjö
Fjära sjö är en sjö i Sävsjö kommun i Småland och ingår i Lagans huvudavrinningsområde. Sjön har en area på 0,0913 kvadratkilometer och ligger 211,2 meter över havet.

## Delavrinningsområde
Fjära sjö ingår i det delavrinningsområde (634780-143093) som SMHI kallar för Inloppet i Allgunnen. Avrinningsområdets medelhöjd är 230 meter över havet och ytan är 39,53 kvadratkilometer. Det finns ett delavrinningsområde uppströms, och räknas det in blir den ackumulerade arean 54,1 kvadratkilometer. Lillån (Degerå) som avvattnar avrinningsområdet har biflödesordning 3, vilket innebär att vattnet flödar genom totalt 3 vattendrag innan det når havet efter 231 kilometer. Delavrinningsområdet består mestadels av skog (77 procent). Avrinningsområdet har 1,46 kvadratkilometer vattenytor vilket ger det en sjöprocent på 3,7 procent.